# Aeroporto Internacional Golosón
O Aeroporto Internacional Golosón, também conhecido como Aeroporto de La Ceiba ou Base Aérea Héctor C. Moncada é um aeroporto de Honduras localizado na cidade de La Ceiba, departamento de Atlántida. É um dos principais aeroportos do país.
Possui instalações pequenas, porém modernas, passou por uma grande reforma em 2004, e desde essa data passa por frequentes reformas promovidas pela administradora, InterAirports.
A origem do nome "Golosón" vem de uma pessoa com sobrenome Goldstein, que foi um executivo que trabalhou na primera metade do século XX para a companhia "The Standard Fruit Company", que tinha oficinas regionais em La Ceiba.
Desde 2010, o aeroporto tenta conseguir a autorização para receber mais voos internacionais, principalmente da Europa e América do Sul.

## Destinos
- Aerolíneas Sosa
  - Tegucigalpa / Aeroporto Internacional Toncontín 
  - San Pedro Sula / Aeroporto Internacional Ramón Villeda Morales
  - Roatán / Aeroporto Internacional Juan Manuel Gálvez
- CM Airlines
  - Roatán / Aeroporto Internacional Juan Manuel Gálvez
  - Tegucigalpa / Aeroporto Internacional Toncontín 
  - Guanaja / Aeroporto de Guanaja

Voos Internacionais
- Cayman Airways
  - Grande Caimã / Aeroporto Internacional Owen Roberts